# リトルマガジン天理少年
『リトルマガジン天理少年』（リトルマガジンてんりしょうねん）は、天理教少年会本部が毎月1日に月刊で発行している、中学3年生までの少年会員を読者対象とした機関誌である。通称は『リトマガ』。

## 概要
2009年（平成21年）現在、定価は1冊100円(消費税込)で、総ページ数は50ページ程である。内容は、主に、天理教の教えを分かりやすく学ぶための連載読み物や、各地の教会の少年会員に関する話題、作品内で教えを正面から取り上げる漫画もあるが、宗教色のほとんど無い作品も少なくない連載漫画、宗教色の濃いものから薄いもまである各種特集読み物、読者投稿ページなどで形成される。

## 歴史
1967年（昭和42年）10月に少年会本部が創刊した月刊新聞「天理少年」を前身としている。「天理少年」時代は「めばえ」（小学校入学前の幼児）、「ふたば」（小学校低学年）、「あおば」（小学校高学年）、「わかぎ」（中学生）の各年代に向け全て4ページの4種類の「天理少年」が発行されていたが内容の充実を目指し、4紙を統合して1981年（昭和56年）4月に現在の誌名に改めた上で雑誌化し、リニューアル創刊。現在の表紙ロゴは1998年4月号から使用されているものである。本誌で「創刊○周年」という場合には雑誌化されてからの年数を指すが、最終ページの奥付の「通巻○号」という表記は、前身の機関紙「天理少年」時代からの号数を表している。2009年8月号にて、通巻500号を達成した。

## 現在の連載読み物（漫画・小説は除く）
- とってもハッピーくん
- 続・神様の贈り物地球チャンネル
- リトマガ編集部
- わかぎのキミたちへ
- ガチャポコポン

## 現在の連載漫画
- ハロー!ほんわか村（中田ひなこ）
- ウィッチノアール（ネコノ・オータキ） - 『虹の国のアカネ』の続編でスピンオフでもある
- バク騎士物語（ナイトストーリー）（緒方信治）
- おもちゃの国（細川佳代）

## 現在の連載小説
- 不思議Mスコープ（茶木谷吉信）

## 過去の連載読み物（漫画・小説は除く）
- マッチとケイコのなんでも挑戦
- わたしが挑戦者だ!
- チャレンジ・ルポ
- ワガママクラブ
- ハイっ、こちらヨシダくんデスクです!!
- ぼくたち地球人
- 挑戦者学園
- 友だちネットワーク
- 二宮勝己の人生道場
- 悩みごとは何ですか?
- モトノリイメージワールド
- ワイガヤHR
- Mr.ガンバリMs.ハリキリ
- パズルランド
- みっちとゆうゆのおやさと探検隊
- ピッキーウェーブ
- リエちゃんシゲちゃんのデコボコ探検隊
- イラストパラダイス
- これはニュースです!
- 手話教室
- おぢば探検記アッキー参上!!
- それいけ!リトマガ編集部
- リトマガニュースステーション
- 悩みの鉄人
- ぬりえむら
- おたよりドン!ドン!
- 夢クローズアップ「ザ・仕事人」
- ブッシャー博士のおぢば大研究
- カワモリタ見参
- 神様の贈り物地球ウォッチング
- 先生あのね
- おはなしなあに
- 世界のなかま
- おたドン情報局リトマガハイパーキッズ
- やってみようぬってみよう
- クイズでGo!
- ダンディー博士のみちのこ研究所
- コーサクの部屋
- 探偵リトマガスクープ
- おやさまのおはなし
- リトマガメッセージ
- リトマガチャレンジクラブ
- 喜びの掲示板
- 輝け!リトマガ学園
- さがして5・Go!
- から子とたん吉のふしぎ体探検隊
- リトマガ配達犬トゥウェンティ
- ピッキーのほんわかにっき
- さやかのおぢばレポート
- リトマガおもちゃばこ
- リトマガ悩み相談室
- 科学で遊ぼ!
- リトマガニュースネットワーク
- ハガキランド
- 火水風のhermony
- いつもこころは晴れマーク
- めいろであそぼ!!

## 以前連載されていた漫画
- ぼくらは風の子（はくしょみのる）
- 星くんの日記（田村すみよ）
- おやさま（とみ新蔵）
- 山の呼び声（中城建雄）
- がんばれ少年剣士
- ダンの冒険（中城建雄）
- となりのミルク（田村すみよ）
- 船乗り卯之助（はくしょみのる）
- キーパーやるきくん（大竹孝志・蒼木陽）
- ミクロワールド（蒼木陽）
- *新・みくろわーるど
- いちごネットワーク（湯田伸子）
- みいちゃんで〜す（田村すみよ）
- まことの人増井りん（金巻とよじ）
- なるほど・なるほど物語（二宮勝己・中城建雄） - 開始当初ははくしょみのる作画だったが、「たすけのおよしさん」連載開始のため途中から作画が中城建雄に変更された
- たすけのおよしさん（はくしょみのる）
- VIVID COLORS
- ファルダ
- 大工の伊蔵（中城建雄）
- こんな友だちがいた（杉本啓子）
- サイゾウが行く（関谷ひさし）
- ダイヤモンドエリア
- ぼくらのクリッカー（金巻とよじ）
- それはヒミツです!（戸田のりえ）
- 遠い日のポプ（鈴木サトー）
- 天海家ビデオ日記（球宇里）
- 盲導犬サーブ（鈴木サトー）
- うさぎぴょん（杉本啓子）
- シャキッとTOMORROW（すずき清志）
- はれのち元気（正田二郎・球宇里）
- DANCHI!!!（稲葉泰峰・球宇里）
- キミに決定!（戸田のりえ）
- 花咲かシーズン（ネコノ・オータキ）
- Oh!マイ・ミーア（杉本啓子）
- 流され島冒険記（いのうえだいすけ）
- ねこねこチャ!チャ!チャ!（ネコノ・オータキ）
- とんでも真剣（球宇里）
- ボクら少年ひのきしん隊!! 明日に向かって（高田薫・田村すみよ）
- ヒロインちぇんじ!（ネコノ・オータキ）
- ボクは柔道（いのうえだいすけ）
- ラストページ（嶋本一彦）
- ワイルドガールるな（ネコノ・オータキ）
- 元気いっぱい!まゆりん日記（杉本啓子）
- 走れ!ヒカル（高田薫・田村すみよ）
- あした風丸!!（いのうえだいすけ）
- 虹の国のアカネ（ネコノ・オータキ）
- You&I〜ゆうい〜（茶木谷吉信・球宇里）

## 以前連載されていた小説
- フレッシュ青春
- ユートピアへようこそ
- おはなしリンゴ館
- 明るい一家（鈴木もと子）
- 『クラスメートがあぶない!?』シリーズ（鈴木もと子）
  - 二人の友子
  - ボクはとうめい人間
  - きらめく季節の中で
  - 少女A
  - 新世界への通信
- 同級生 -あの空が飛べたら-（沢井いづみ）